# Configure Express Pro 2012
Il Configure Express Pro 2012 è stato un torneo di tennis facente parte della categoria ITF Women's Circuit nell'ambito dell'ITF Women's Circuit 2012. Il torneo si è giocato a Wellington in Nuova Zelanda dal 27 febbraio al 4 marzo 2012 su campi in cemento e aveva un montepremi di $25,000.

## Vincitori

### Singolare
Duan Yingying ha battuto in finale  Sandra Zaniewska con il punteggio di 6–1, 6–4

### Doppio
Anna Fitzpatrick /  Chanel Simmonds hanno battuto in finale  Han Sung-hee /  Yurina Koshino con il punteggio di 6–3, 6–4